# Ditmar (Adelsgeschlecht)

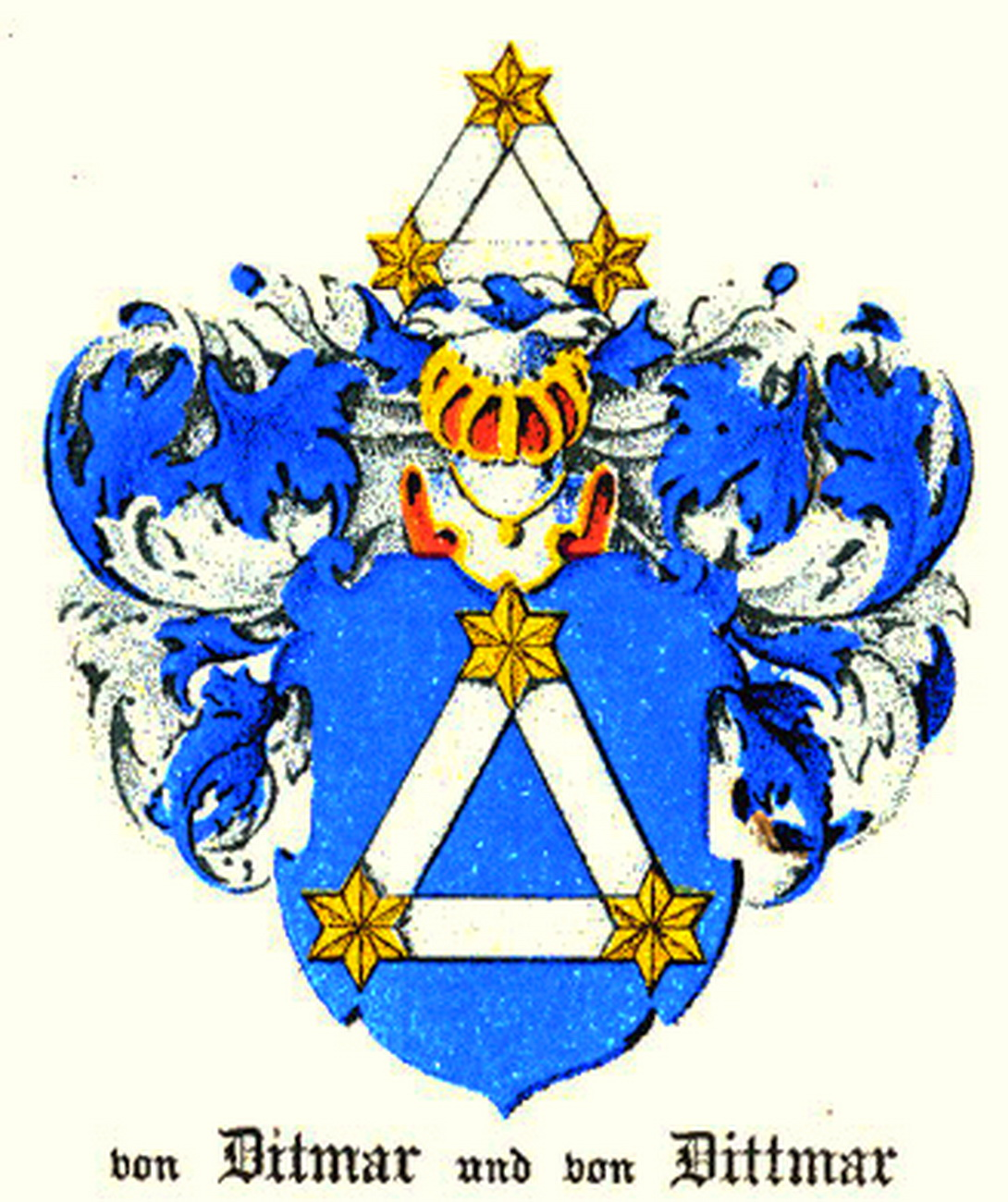
Wappen der Adelsfamilie von Ditmar

Ditmar ist der Name eines baltischen Adelsgeschlechts, aus dem hauptsächlich Personen im Militärdienst und des Beamtenstandes hervorgingen, die im Baltikum Landespolitiker waren. In den baltischen Ländern waren drei Familien mit dem Namen Dittmar, Ditmer und Ditmar ansässig, die aber nicht miteinander verwandt oder verschwägert waren, obwohl sie gleiche Wappen führten. Das Geschlecht ist 1935 im männlicher Linie ausgestorben.

## Geschichte
Von den im Baltikum bekannten drei Familien gleichen Namens und Wappen ist der öselsche Zweig der bedeutendste. 1725 erhielt der öselsche Zweig die russische Adelsanerkennung, 1745 erhielten sie das estländische und 1779 das livländische Indigenat
1. Der schwedische Reiter (niedrigste Rangstufe bei der Kavallerie) Meinhard Dettmar und seine Ehefrau, erhielt 1625 durch den schwedischen König Gustav II. Adolph auf Lebzeiten das kleine Landgut Udefer im Pernauschen Kreis. 1628 wurde ihnen das kleine Dorf Wasaküll ebenfalls im Kreis Pernau als Lehn überschrieben. Somit wird Meinhard Dettmar als der Stammvater der in Livland und Estland eingetragenen Familien benannt.
2. Eine weitere Familie wird auf den Chirurgen Heinrich Detmar, auch Dettmar, (* 1747 in Hildesheim, † 1814 in Livland) und dessen Sohn zurückgeführt, sie lebten in Livland.
3. Die dritte Familie mit dem Namen Ditmar, die sich auf der Insel Ösel angesiedelt hatte, stammte von Johann Ludwig Ditmar (1713–1763) aus Colberg, welcher von 1730 bis 1732 Pastor zu Pyha und von 1732 bis 1762 zu Peude war. Der Adelsstand der Öseler ist nicht eindeutig nachzuweisen, man sollte aber von einem russischen Dienstadel ausgehen. Auf Ösel besaß die Familie die Güter Pajomois, Klausholm, Kaunifer[3], Schöneichen bei Klausholm,[4] Kiddemetz, Ochtjas, Jührs, Kabbil und Jööri. In Estland waren sie Gutsbesitzer von Groß-Kaljo und Kohhat in der Landgemeinde Kernu, des Weiteren in Livland Kronenberg und Siliak. Aus dem öselschen Familienstamm wurden 1804 Alexander von Ditmar (1781–1856), Herr auf Pajomois, in das Adelsmatrikel der öselschen Ritterschaft aufgenommen. Dessen Sohn Alexander Edmund (1842–1892) gehörte seit 1869 auch der Livländischen Ritterschaft an. 1833 wurde Georg Wilhelm von Ditmar (1789–1852), Herr auf Klaushof, in die Öselsche Ritterschaft eingetragen, er war von 1842 bis 1849 öselscher Landmarschall. Im Jahre 1843 erhielten Alexander und Georg Wilhelm von Ditmar die russische Anerkennung der Adelsrechte.[5]

## Stammtafel Livland und Estland
Meinhart Ditmar († 1663), Stammvater des Zweiges in Livland und Estland
- Wilhelm Ditmar (1624–1697)
  - Reinhold Johann von Ditmar († 1726)
    - Otto Wilhelm von Ditmar (1682–1754)
      - Friedrich Adolph von Ditmar (1724–1788)
        - Woldemar Adolph von Ditmar (1770–1837)
          - Woldemar Friedrich Karl von Ditmar (1794–1826)
            - Karl Woldemar Bernhard Ferdinand von Ditmar (1822–1892)

          - Alexander Robert von Ditmar (1802–1847)
            - Alexander Carl von Ditmar (* 1837)
            - Christoph Friedrich von Ditmar (1843–1894)
              - Erich Adolph von Ditmar (1873–1919), Ende des männlichen Zweiges

## Stammtafel Livland
Johann Heinrich Dettmar/Detmar (1747–1814), Stammvater des Zweiges Livland
- Heinrich Karl Dettmar (ohne Nachkommen)

## Stammtafel Ösel
Johann Ludwig Ditmar (1713–1763), Stammvater des öselschen Zweiges
- Kaspar Ludwig Ditmar (1742–1793)
  - Reinhold Friedrich Ditmar (1777–1854)
  - Alexander Ludwig von Ditmar (1781–1856)
  - Peter Heinrich von Ditmar (1788–1829)
    - Nikolai von Ditmar (1820–1894)
      - Peter von Ditmar (1849–1924)
        - Georg von Ditmar (* 1889)
          - Marina von Ditmar (1914–2014)

  - Georg Wilhelm von Ditmar (1789–1852)
    - Napoleon von Ditmar (1834–1919)
      - Viktor Karl von Ditmar (1866–1935), Ende der männlichen Stammlinie

## Persönlichkeiten
- Georg Wilhelm von Ditmar (1789–1852), Generalmajor, öselscher Landmarschall
- Woldemar Friedrich Karl von Ditmar (1794–1826), Jurist und Schriftsteller
- Carl Woldemar von Ditmar (1822–1892), Mineraloge
- Christoph Friedrich Conrad von Ditmar (1843–1894), Landespolitiker
- Viktor Karl Maximilian von Ditmar (1866–1935), Jurist am estnischen Staatsgericht, Diplomat
- Marina von Ditmar (1914–2014), Schauspielerin (Theater und Film)